# Терисо
Тѐрисо (на гръцки: Θέρισο, катаревуса Θέρισον, Терисон) е село в Република Гърция, разположено на остров Крит, дем Ханя. Селото е има население от 113 души.

## Личности
Родени в Терисо
- Йоанис Пулакас (? – 1908), гръцки революционер, деец на Гръцката въоръжена пропаганда в Македония